# Kohneh Sar
Kohneh Sar (persiska: کهنه سر) är en ort i Iran.   Den ligger i provinsen Gilan, i den nordvästra delen av landet, 260 km nordväst om huvudstaden Teheran. Antalet invånare är 541.
Terrängen runt Kohneh Sar är platt. Runt Kohneh Sar är det ganska tätbefolkat, med 120 invånare per kvadratkilometer. Närmaste större samhälle är Bandar-e Anzalī, 19,6 km nordost om Kohneh Sar. Trakten runt Kohneh Sar består till största delen av jordbruksmark.